# Sibylle von Jülich-Kleve-Berg (1557–1627)

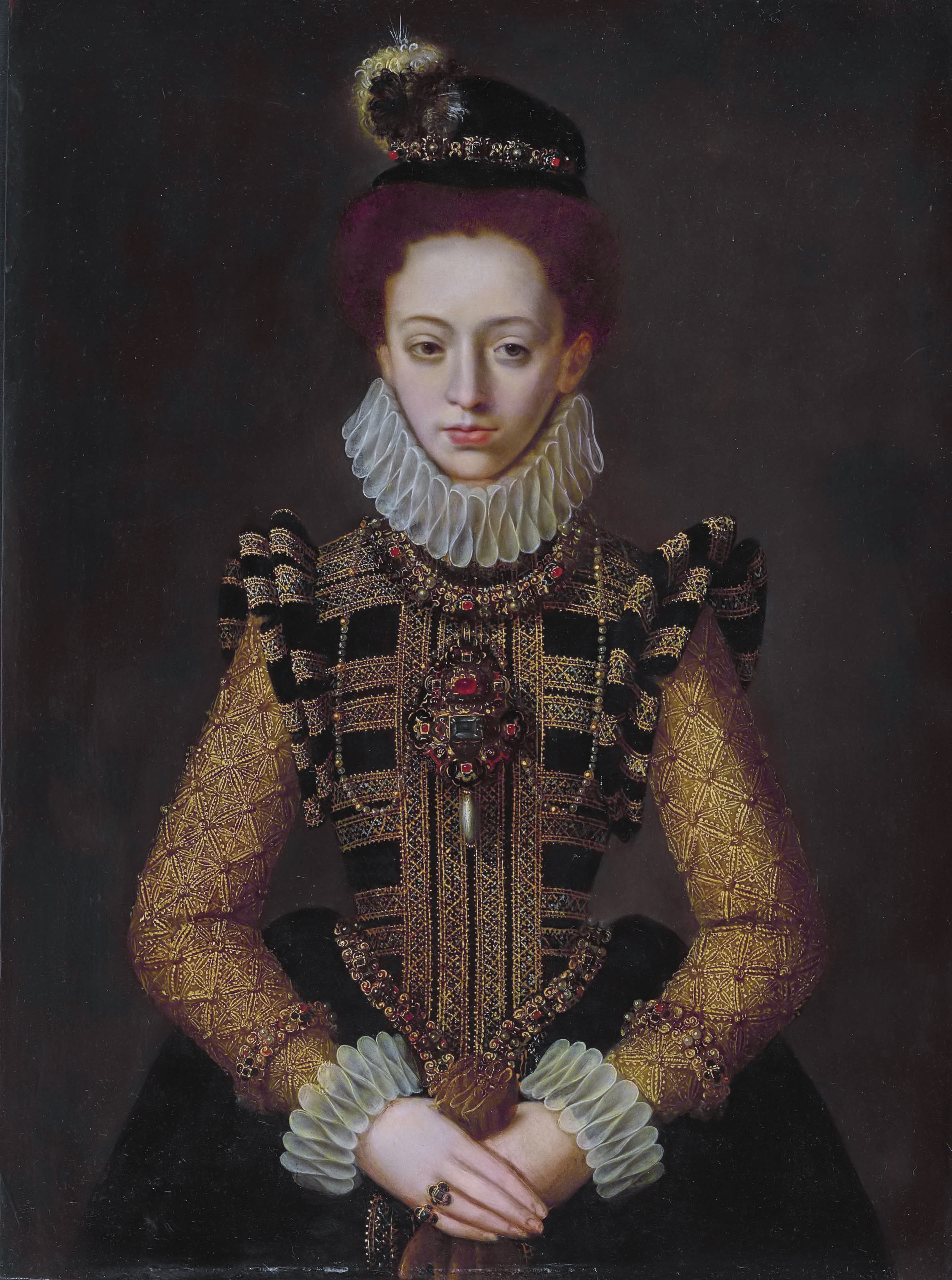
Sibylle von Jülich-Kleve-Berg, Gemälde des Monogrammisten AC, um 1576

Sibylle (auch Sibille, Sibylla), Markgräfin von Burgau (* 26. August 1557 in Kleve; † 1628 (a. O. 1627) in Günzburg) war die Tochter von Herzog Wilhelm dem Reichen aus dessen Ehe mit Erzherzogin Maria von Österreich. Nachdem ihr Bruder Johann Wilhelm 1592 Herzog von Jülich-Kleve-Berg und wahnsinnig geworden war, wurde sie zur Gegenspielerin ihrer Schwägerin Jakobe von Baden am Düsseldorfer Hof, erreichte deren Gefangensetzung und dürfte auch für ihren gewaltsamen Tod 1597 mitverantwortlich gewesen sein. 1601 heiratete sie ihren Cousin, Markgraf Karl von Burgau. Das Ehepaar zog 1610 in die Residenz von Günzburg. Dort unterhielt die Markgräfin, auch nach dem Tod ihres Mannes (1618), einen feudalen Hofstaat. Sie wirkte vor allem als Musikmäzenin.
Die Markgräfin und ihr Gatte ruhten in der Kapuzinerkirche zu Günzburg, bis diese abgerissen wurde; heute befinden sich ihre sterblichen Überreste in der Sankt-Martins-Kirche in Günzburg.